# Закят аль-Фітр
В ісламі Закят аль-Фітр або Закят аль-Фітра (милостиня людської природи)  — форма подачі милостині (у вигляді основної їжі), яку іслам вважає обов'язковою для кожного здатного мусульманина наприкінці Рамадану. Мета Закят аль-Фітр — дати бідним людям змогу відсвяткувати Ід аль-Фітр, свято розговіння Рамадану.
В ісламі воно є обов'язковим із заходу сонця в останній день посту і залишається таким до початку намазу Ід (тобто незабаром після сходу сонця наступного дня). Однак її можна сплатити раніше цього терміну. Деякі сахаби (сподвижники Магомета) надали його за пару днів до Ід аль-Фітр. Розмір закяту є однаковим для всіх, незалежно від їхнього доходу: мінімальна сума становить один са (чотири подвійні жмені) їжі, зерна або сушених фруктів на кожного члена сім'ї або еквівалентну суму грошей.

## Класифікація
Закят аль-Фітр є обов'язком, який вважається ваджибом (обов'язком) для кожного мусульманина, незалежно від того, чоловік чи жінка, неповнолітній чи дорослий, до тих пір, поки у нього є для цього засоби.
Відповідно до ісламської традиції (Сунни), Ібн Умар сказав, що ісламський пророк Магомет зробив Закят аль-Фітр обов'язковим для кожного раба, вільної людини, чоловіка, жінки, молодого та старого серед мусульман; одна са сушених фініків або одна са ячменю.
Голова сім'ї може заплатити необхідну суму за інших членів. Абу Саїд аль-Худрі сказав:
«Від імені наших молодих і старих, вільних чоловіків і рабів ми виносили протягом життя Посланника Аллаха (мир йому і благословення Аллаха) один са зерна, сиру або родзинок».

## Значимість
Значну роль, яку відіграє закят в обігу багатства в ісламському суспільстві, також відіграє Закят аль-Фітр. Однак, у випадку Закят аль-Фітр, кожна особа повинна підрахувати, скільки милосердя належить від себе та своїх утриманців, і піти в громаду, щоб знайти тих, хто заслуговує на таку милосердя. Таким чином, Закят аль-Фітр відіграє дуже важливу роль у розвитку зв'язків спільноти. Багаті змушені вступати в безпосередній контакт з бідними, а бідні — з надзвичайно бідними. Цей контакт між різними рівнями суспільства допомагає створити справжні узи спорідненості та любові всередині ісламської спільноти та навчає заможних бути щедрими до незаможних.

## Призначення
Основною метою Закят аль-Фітр є забезпечення бідних, щоб вони могли святкувати свято розговіння (Ід аль-Фітр) разом з рештою мусульман.
Його призначення:
1. Як податок на постника. Це засновано на хадисі: Пророк Аллаха сказав: «Піст місяця посту буде висіти між землею та небесами, і він не буде піднятий до Божественної Присутності без сплати Закят аль-Фітр».
2. Щоб очистити тих, хто постить, від усякого непристойного вчинку чи мови та допомогти бідним і нужденним.

Остання точка зору ґрунтується на хадісі від Ібн Аббаса, який розповідає: «Пророк Аллаха наказав Закят аль-Фітр тим, хто постить, щоб захистити їх від будь-яких непристойних дій чи слів, а також з метою забезпечення нужденних їжею. Він приймається як закят для того, хто сплачує його перед молитвою „Ід“, і це садака для того, хто сплачує його після молитви».

## Умови
Закят аль-Фітр є ваджибом і повинен розподілятися протягом певного періоду часу. Якщо хтось пропускає період часу без поважної причини, він згрішив і повинен це надолужити. Ця форма благодійності стає обов'язковою від заходу сонця в останній день посту і залишається обов'язковою до початку молитви Ід (тобто незабаром після сходу сонця наступного дня). Однак його можна сплатити до вищезгаданого періоду, оскільки багато сахабів (сподвижників Магомета) платили Закят аль-Фітр за пару днів до свята Ід.
Після поширення ісламу юристи дозволили його виплату з початку та середини Рамадану, щоб гарантувати, що Закят аль-Фітр досяг своїх бенефіціарів у день Ід. Особливо наголошується на тому, щоб роздача була перед молитвою Ід, щоб нужденні, які отримують, могли використати фітр, щоб забезпечити своїх утриманців у день Ід.
Нафі повідомляє, що сподвижник Магомета Ібн Умар давав його тим, хто прийняв його, і люди дарували його за день або два до свята Ід.
Ібн Умар повідомив, що Магомет наказав дати його (Закят аль-Фітр) перед тим, як люди підуть виконувати молитви (Ід).
Той, хто забув вчасно сплатити Закат аль-Фітр, повинен зробити це якомога швидше, навіть якщо це не буде зараховано як Закат аль-Фітр.

## Оцінка
Сума закяту однакова для всіх, незалежно від різного доходу. Мінімальна кількість — один са (чотири подвійні жмені) їжі, зерна або сушених фруктів на кожного члена сім'ї. Цей розрахунок базується на повідомленні Ібн Умара про те, що Магомет зробив закят аль-Фітр обов'язковим і визначався як са сушених фініків або са ячменю. Ханафітська школа дозволяє виплачувати Закят аль-Фітр готівкою, еквівалентну вищезазначеній сумі, тоді як це не дозволено школам Малікі, Шафії та Ханбалі. Використання готівки як форми оплати стало прийнятою позицією багатьох офіційних рад у всьому світі.
Сподвижник Магомета Абу Саїд аль-Худрі сказав: «За часів Пророка ми давали його (Закатал-Фітр) як са з їжею, сушеними фініками, ячменем, родзинками або сушеним сиром» (згідно з більшістю сунітських учених, один са становить приблизно між 2,6 кг до 3 кг).
Розподіл Закят аль-Фітр такий самий, як і Закят, і входить до його ширшого значення. Ті, хто може отримати Закят аль-Фітр, — це вісім категорій одержувачів, згаданих у Сурі Аль-Тауба. До них належть:
1. бідні,
2. нужденні,
3. збирачі закяту,
4. примирення людей,
5. звільнення полонених / рабів (fee al-Riqab),
6. боржники,
7. ті, хто бореться за релігійну справу чи справу Бога[10] або за Джихад на шляху Аллаха,[11][12][13]
8. мандрівники.

Закят аль-Фітр повинен входити до вищезгаданих категорій. Закят аль-мал також не можна використовувати для інших подібних речей.